# Hellmut von der Chevallerie
Pour les articles homonymes, voir Chevallerie.
Hellmut von der Chevallerie (né le 9 novembre 1896 à Berlin et mort le 1er juin 1965 à Wiesbaden), est un General der Infanterie allemand au sein de la Heer dans la Wehrmacht pendant la Seconde Guerre mondiale.
Il a été récipiendaire de la Croix de chevalier de la Croix de fer. Cette décoration est attribuée en reconnaissance d'un acte d'une extrême bravoure ou d'un succès de commandement important du point de vue militaire.

## Biographie
Issu de la famille de la Chevallerie, Hellmut s'engage comme volontaire le 4 août 1914 dans le bataillon de réserve du 5e régiment de grenadiers de la Garde.
Hellmut von der Chevallerie est capturé par les forces alliées en 1945 et reste en captivité jusqu'en 1947.

## Décorations
- Croix de fer (1914)
  - 2e Classe (24 avril 1915)
  - 1re Classe (20 octobre 1916)
- Insigne des blessés (1914)
  - en Noir
- Croix d'honneur (20 décembre 1934)
- Agrafe de la Croix de fer (1939)
  - 2e Classe (8 juillet 1941)
  - 1re Classe (20 juillet 1941)
- Médaille du Mur de l'Ouest (22 novembre 1940)
- Insigne des blessés (1939)
  - en Argent
  - en Or (20 décembre 1941)
- Médaille du Front de l'Est (14 août 1942)
- Insigne de combat des blindés (13 août 1941)
- Croix allemande en Or (19 avril 1942)
- Croix de chevalier de la Croix de fer
  - Croix de chevalier le 30 avril 1943 en tant que Generalmajor et commandant de la 13. Panzer-Division[1]
- Ordre de Michel le Brave 3e Classe (20 octobre 1943)